# Асахи
 Тази статия е за японския производител на бира.  За кораба вижте Асахи (кораб).  
Асахи (на японски: アサヒビール株式会社, Asahi Bīru Kabushiki Gaisha) е японски производител на бира, намиращ се в квартал Сумида на столицата Токио.
Компанията е основана през 1889 г. Днес има 40% дял в японския пазар на бира.
От 1957 г. до 1980-те години основната марка на „Асахи“ е „Асахи Голд“ (Asahi Gold), а през 1987 г. влиза в производство „Асахи Супер Драй“ (Asahi Super Dry), която до днес е най-популярната марка на пивоварната. Други марки са „Асахи Драфт“ (произвежда се от 1892 г. насам по непроменена рецепта), „Асахи Стаут“ (тъмна), „Z“, „Блек“ и „Прайм Тайм“.
До началото на 1990-те години е 3-та по продажби в Япония на бирения пазар, след което става 1-ва, задминавайки „Сапоро“ и Kirin Brewery Company.